# 姫嶋菜穂子

姫嶋 菜穂子（ひめじま なおこ、1982年3月24日 - ）は、埼玉県出身の元アイドル、元タレント。元7代目ミニスカポリス。

## 来歴
テレビ東京の「出動!ミニスカポリス」で7代目ミニスカポリスとして活躍した。また、松坂紗良、泉山華歩里とのユニットJEWELRY BEANSとしても活動した。
「FLASH　EX」2002年9月号で「ミニスカポリスのその後を追跡してたのですが」に「休業中、復帰の予定もなし。」と記載

## プロフィール
- 身長：164cm
- スリーサイズ：B87、W58、W86
- 血液型：AB型[1]
- 趣味：部屋の模様替え
- 特技：竹馬、マッサージ
- ウインドー所属

## 主な活動

### キャンペーン・ガールなど
- 2000年ミスヤングマガジン準グランプリ（3位）
- 近畿日本ツーリスト2001年沖縄キャンペーン

### テレビ
- 出動!ミニスカポリス（テレビ東京）
- ミスMAP天国（TBS） - ミス麻布
- 地球防衛放送パンドラ（フジテレビ721）

### ビデオドラマ
- 本気! 18 血闘編（2001年、日本映像）

### CM
- ブレンディ挽き立てカフェ（味の素ゼネラルフーヅ）
- デジタルツーカー東北

### CD
- Energy/TRUST ME（2000年9月21日、マーベラスエンターテイメント） - JEWELRY BEANSとしての1stシングル
- MIND JUNCTION（2000年11月22日、マーベラスエンターテイメント） - JEWELRY BEANSとしての2ndシングル

### イメージ・ビデオ
- 17th memory（2000年7月21日、心交社）
- 触った感じ・・・（2000年11月9日、h.m.p）

### 写真集
- HIME（2001年1月、ワニブックス） - 河野英喜撮影。
- 3色おしゃぶる（2001年1月、ワニブックス） - JEWELRY BEANSとしての写真集。野村誠一撮影。